# تشارلز باكوس غودارد
تشارلز باكوس غودارد هو محامي وسياسي أمريكي، ولد في 6 أكتوبر 1796 في Plainfield, Connecticut ‏ في الولايات المتحدة، وتوفي في 1 فبراير 1864. انتخب عضو مجلس نواب أوهايو ‏.